# 趙標
趙標（1565年—1609年），字貞甫，號準臺，山西平陽府解州人，明朝政治人物。

## 生平
萬曆十三年（1585年）乙酉山西鄉試五十名，萬曆十四年（1586年）丙戌科會試二百三十三名，登三甲第二百五十一名。工部观政，改翰林院庶吉士。十六年戊子授江西道監察御史。首請册东宫，劾太常寺卿徐元春罷之。十七年己丑丁陈淑人艱，服除，改浙江道御史，八月巡按真定。二十一年癸巳予告，二十五年丁酉除河南道御史，巡按四川。二十八年庚子巡按山东。三十年壬寅例遷尚宝司少卿，三十一年癸卯典河南乡试，是年秋晉本司卿，尋遷翰林院提督四夷館太常寺少卿，视太常篆。三十四年丙午冬遷太僕寺卿，督夷館如故。三十六年戊申充册封益藩正使。万历三十七年己酉五月三日以疾逝，年仅四十有五。

## 家族
曾祖趙景德；祖父趙良臣，贈中憲大夫陝西鳳翔府知府；父趙欽湯，隆慶二年进士，萬曆三十年壬寅官應天府府尹，曾任戊辰進士陝西按察司副使。母陈氏，封恭人，累赠淑人。兄趙梓，己卯舉人。配孫淑人，太常少卿孙维清女。子四：长子赵曙，娶参政郑国俊女；次赵晫，次赵暤。